# Lista över medverkande i Lotta på Liseberg
Detta är en lista över temakvällar och personer som har medverkat i allsångsevenemanget Lotta på Liseberg, som hållits sedan 2004, och sändes i TV4 åren 2009–2023.

## Sommarallsång

### 2004
- 21 juni: "All You Need is Love" - LaGaylia Frazier, Karl Martindahl, Lenny Pane
- 28 juni: "Kärlek och pepparrot" - Håkan Hellström, Lill Lindfors
- 5 juli: "Pudelkrull och axelvaddar" - Charlotte Perrelli, Andrés Esteche
- 12 juli: "Smörsång och amore" - Fame, Umberto Marcato, Geraldo Sandell
- 19 juli: "Fantastiska fruntimmer" - Babsan, Tommy Nilsson, Jimmy Jansson
- 26 juli: "Hur ska det låta? - Önskelåtar
- 2 augusti: "Hits men inte längre" - Stefan Rüdén, Janne Lucas Persson, Ann-Christine Bärnsten, Hadar Kronberg
- 9 augusti: "Så ända in i Norden" - Elisabeth Andreassen, Olsen Brothers, Arja Saijonmaa

### 2005
- 13 juni: "Amors pilar" - Shirley Clamp, Siw Malmkvist, Jarl Carlsson.
- 20 juni: "Popcornsklassiker" - Pernilla Wahlgren, Roger Pontare, Harpo.
- 27 juni: "Släktkalas" - Åsa Jinder, Josefine Jinder, Johan Cederberg, Sandra Oxenryd, Christer "Tarzan" Oxenryd, Stefan Ljungqvist, Elin Ljungqvist, Anton Ljungqvist.
- 4 juli: "It's Now or Never" - Christer Sjögren, Billy Swan, James Burton, Carina Jaarnek, Andy Foster.
- 11 juli: "Åh, kyss mig igen" - Svante Thuresson, Sofia Källgren
- 18 juli: "Andersson och Petersson och Lundblad och jag" - Niklas Andersson, Thomas Petersson, Peter Lundblad
- 25 juli: "Flest och längst" - Lasse Lönndahl, Peter Jöback, Sten Nilsson
- 1 augusti: "Då hände det på håret" - Caroline Wennergren, Linda Bengtzing, Mattias Holmgren.
- 8 augusti: "Bävergäll och surströmming" - Östen med Resten, Patrik Öhlund, Anna-Lotta Larsson
- 15 augusti: "Willkommen, Bienevue, Welcome" - Charlotte Perrelli, Anders Ekborg

### 2006
- 19 juni: "Jordglobs-trudelutter" - Maria Möller, Linda Bengtzing, Svante Drake
- 26 juni: "Sommarplågor" - Anna Book, David Watson, Patrik Isaksson
- 3 juli: "När orden får tala" - Alf Hambe, Stefan Sundström, Åsa Fång
- 10 juli: "Guldkorn" - Martin Stenmarck, Kikki Danielsson
- 17 juli: "Platåskor och dunka" - Andreas Lundstedt, Blossom Tainton
- 24 juli: "I nöd och lust" - Svenne & Lotta, Jimmy Jansson & Sandra Dahlberg
- 31 juli: "Från Hova till Brighton" - Barbro Svensson, Gunilla Backman
- 7 augusti: "Så minns vi dom" - Mats Ronander, Charlotte Perrelli
- 14 augusti: "Stockholm i vårt hjärta!" - Lasse Berghagen
- 21 augusti: "Fågel, fisk eller mittemellan" - Electric Banana Band, Sanna Nielsen, Sven-Bertil Taube

### 2007
- 11 juni: "Tonvis med tal" - Kalle Moraeus, Bengan Janson, Lasse Holm
- 18 juni: "Livet är en schlager" - Marie Lindberg, Towa Carson
- 25 juni: "Popp opp i topp" - Thore Skogman, Sven-Erik Magnusson
- 2 juli: "Världens bästa Karlsson" - Bert Karlsson, Magnus Carlsson, Sebastian
- 9 juli: "En sexa Skåne, tack" - Hasse Andersson, Siw Malmkvist, Skåne Elias
- 16 juli: "Många bäckar små…" - Py Bäckman, Jörgen Mörnbäck, Magnus Bäcklund
- 23 juli: "Siskor och böss" - Owe Thörnqvist, Sarah Dawn Finer
- 30 juli: "Går du ofta hit?" - Måns Zelmerlöw, Elisabeth Andreassen, Rytmgubbarna
- 6 augusti: "Livet är en fest" - Pugh Rogefeldt, Glitter Boys, Mimmi Sandén
- 13 augusti: "Spiken i kistan" - Lill Lindfors, Per Myrberg

### 2008
- 16 juni: "Solsken" - Patrik Isaksson, Stefan Andersson (Marie Picasso ställde in på grund av sjukdom)
- 23 juni: "Ovan regnbågen" - Louise Hoffsten, Niklas Strömstedt
- 30 juni: "En strut karameller" - Wenche Myhre, Svante Thuresson
- 7 juli: "Girls, Girls, Girls"" - EMD
- 14 juli "Tangokavaljern" - Lasse Lönndahl, Niklas Andersson, Malena Laszlo
- 21 juli: "Power of Flower" - Jessica Andersson, Brolle
- 28 juli: "Huvud, axlar, knä och tå" - Charlotte Perrelli, Ola Svensson
- 4 augusti: "Far och flyg" - Caroline af Ugglas, Markoolio, Clara Hagman
- 11 augusti: "Dubbelt upp" - Linda Bengtzing, Jan Johansen
- 18 augusti: "Vara vänner" - Nanne Grönvall, Thomas Petersson, Eddie Oliva

### 2009
- 22 juni: "Hello Sweden. Göteborg calling" - Christer Sjögren, Ola Svensson, Nanne Grönvall, Brolle
- 29 juni: "Får jag lov eller skall vi dansa först?" - Kikki Danielsson, Scotts, Thorleif Torstensson
- 6 juli: "Pudelkrull och axelvaddar" - Charlotte Perrelli, Agnes, Sarah Dawn Finer
- 13 juli: "Liseberghagen" - Lasse Berghagen, Molly Sandén, Sandra Dahlberg
- 20 juli: "Fem S i leken" - Sanna Nielsen, Shirley Clamp, Sonja Aldén, Siw Malmkvist, Sven-Erik Magnusson
- 27 juli: "Hjärtats nyckel heter sång" - Sven-Bertil Taube, Linda Bengtzing, Johan Palm
- 3 augusti: "Höjningarnas höjdare" - Lasse Holm, Arja Saijonmaa, Thomas Petersson, Sara Löfgren, Jessica Andersson, Niklas Strömstedt, Mojje, Brolle, Ola Svensson
- 10 augusti: "Och vinnare är……" - Paul Potts, Salem Al Fakir, Elisabeth Andreassen, Hanne Krogh

### 2010
- 21 juni: "Sommardängor" - Charlotte Perrelli, Markoolio, Lisa Nilsson, Erik Mjönes (Alexander Rybak ställde in på grund av sjukdom och ersattes av Erik Mjönes.)
- 28 juni: "Högt upp i det blå" - Robert Wells, Linda Bengtzing, Joel Alme, Velvet
- 5 juli: "Glitter och glamour" - Lasse Holm, Alcazar, Jessica Andersson, Mojje, Erik Linder
- 12 juli: "Oh boy, oh boy, oh boy" - Kalle Moraeus, Sanna Nielsen, Timo Räisinen
- 19 juli: "Blommor och bin" - Måns Zelmerlöw, Timoteij, Maria Haukaas Storeng, Erik Gadd
- 26 juli: "Från Hova till Brighton" - Lill-Babs, Andreas Johnson, Cookies 'N' Beans
- 2 augusti: "Kärleken är evig" - Anna Bergendahl, Jill Johnson, Rigo Pencheff
- 9 augusti: "Svensktoppar" - Tommy Körberg, Rickard Olsson, Caroline af Ugglas, Eric Saade, Arvingarna (Claes Malmberg ställde in och ersattes av Arvingarna.)

### 2011
- 20 juni: "Äntligen sommar" - Alexander Rybak, Gert Fylking, Mats Paulson, Orup, Le Kid, Loa Falkman, Sanna Nielsen och Thomas Ravelli
- 27 juni: "Gubbröra" - Christer Sjögren, Thomas Di Leva, Ola Svensson, Jörgen Mörnbäck, Mats Lillienberg
- 4 juli: "Zoo mycket bättre" - Malena Ernman, The Poodles, Swingfly, Pauline Kamusewu, Rasmus Eriksson
- 11 juli: "Ooa hela natten" - Jessica Andersson, Charlotte Perrelli, Linda Pritchard, Alcazar, Magnus Johansson[1]
- 18 juli: "Så minns vi Cornelis" - Jenny Silver, Jack Vreeswijk, Ann-Louise Hansson, Josefin Glenmark, Brolle (Lasse Brandeby ställer in och ersätts av Sveriges damlandslag i fotboll)
- 25 juli: "Musik skall byggas utav glädje" - Lill Lindfors, Ulrik Munther, Martin Rolinski, Stefan Odelberg
- 1 augusti: "Så ända in i Norden" - Danny Saucedo, Arja Saijonmaa, A Friend In London, Paradise Oskar, Stella Mwangi, Per Fritzell, Knut Agnred
- 8 augusti: "Underbart är kort" - Eric Saade, J-Son, Tomas Ledin, Thomas Pettersson, September, Jan Bylund

### 2012
- 25 juni: "Välkommen till Göteborg" - Lill-Babs, Lisa Miskovsky, Rasmus Seebach, Thomas Di Leva, Carolina Miskovsky
- 2 juli: "Känner du Lotta min vän" - Christer Sjögren, Sean Banan, Arvingarna, Linda Bengtzing, Magnus Johansson, Lotta Bromé
- 9 juli: "West End på West Coast" - Loa Falkman, Charlotte Perrelli, Youngblood, GöteborgsOperan
- 16 juli: "Heja Norge!" - Tooji, Elisabeth Andreassen, Solid Gospel, Frida Amundsen
- 23 juli: "En strut karameller" - Svante Thuresson, Sonja Aldén, Andreas Weise, Caroline af Ugglas
- 30 juli: "Varm korv boogie" - Owe Thörnqvist, Robin Stjernberg, Markoolio, Nanne Grönvall
- 6 augusti: "Nygammalt" - Towa Carson, Christer Lindarw, After Dark, Conny Bäckström, Malin Engberg, Jan Bylund, Amanda Engberg, Molly Sandén, Tone Damli, Eric Saade
- 13 augusti: "Sista skriket" - Lena Ph, David Lindgren, Linnea Henriksson

### 2013
- 17 juni: (Välkommen till Göteborg) Siw Malmkvist, Panetoz, Johnny Logan, Helena Paparizou.
- 24 juni: Robin Stjernberg, Bonnie Tyler, Anna Sise, Tobias Persson.
- 1 juli: Larz-Kristerz, Eric Gadd & Thomas Stenström, Maria Mena, Alcazar.
- 8 juli: Jill Johnson & Rascal Flatts, Tommy Nilsson, Dogge Doggelito feat. Rigo, Jasmine Kara.
- 15 juli:Claes Malmberg, Oscar Zia, Brolle.
- 22 juli: David Lindgren, Style, Maia Hirasawa, Patrik Isaksson, Tomas Järvheden, Anton Ewald.
- 29 juli: Markoolio & Tobbe Trollkarl, ensemblen från Spök med upphovsmannen Björn Skifs.
- 5 augusti: Danny Saucedo, Margaret Berger, Mary N'diaye.

### 2014
- 23 juni: Yohio, Per Andersson, Jonas Gardell, Jasmine Kara, Arja Saijonmaa
- 30 juni: Helena Paparizou, Sven-Bertil Taube, Curt-Eric Holmquist, Mats Ronander, Mikael Rickfors, Dan Hylander, Sean Banan
- 7 juli: Mikael Wiehe, Niklas Strömstedt, Eric Bazilian, Harmony Montclair, Nanne Grönvall, Jessica Andersson, Lena Philipsson, Bobby Kimball
- 14 juli: Linus Svenning, Magnus Carlsson, Shirley Clamp, Oscar Zia
- 21 juli: Charlotte Perrelli, Jens Hult, Viktoria Tolstoy, Eric Saade
- 28 juli: Martin Stenmarck, Robin Stjernberg, Juha Mulari, Caroline af Ugglas
- 4 augusti: Molly Sandén , Per Andersson, Andreas Weise, Christer Sjögren, Kim Cesarion
- 11 augusti: Jill Johnson, After Shave & Anders Eriksson, Linnea Henriksson, Kevin Walker

### 2015
- 22 juni: Mia Skäringer, Mariette Hansson, Jon Henrik Fjällgren, Nanne Grönvall, Brolle, The Boppers, Andreas Moe[2]
- 29 juni: Roger Pontare, Jessica Andersson, Tommy Nilsson, Patrik Isaksson, Uno Svenningsson, Albin och DMA[3]
- 6 juli 2015: Kristin Amparo, JTR, Madcon, Charlotte Perrelli, Per Andersson
- 13 juli 2015: Samir & Viktor, Thomas Di Leva, Jill Johnson & Doug Seegers, Awa, Ninni Bautista[4] & Anna Werner
- 20 juli 2015 (syntolkad föreställning)[5]: Stefan Andersson, Isa Tengblad, Panetoz, Jan Malmsjö, Claes Malmberg
- 27 juli 2015: Elisa Lindström, Ace Wilder, Lasse Kronér, Love Antell
- 3 augusti 2015: Hasse Andersson, Per Andersson, Måns Zelmerlöw, Molly Pettersson Hammar, Jakob Karlberg[6]
- 10 augusti 2015: Lill Lindfors, Tomas von Brömssen, Molly Sandén

### 2016[7]
- 27 juni 2016: Viktor Olsson, The Fooo Conspiracy, Martin Almgren, Carl-Einar Häckner
- 4 juli 2016: Hasse Andersson, Robin Bengtsson, Wiktoria, Mikael Wiehe, Ebba Forsberg, Plura
- 11 juli 2016: Samir & Viktor, Ida Wiklund, Louise Hoffsten, Ola Salo
- 18 juli 2016: Ace Wilder, Loa Falkman, Ken Ring, Brolle, Charlotte Perrelli
- 25 juli 2016: Oscar Zia, Marit Bergman, Lisa Ajax, Nadja Evelina
- 1 augusti 2016: Timo Räisänen, Panetoz, Tommy Körberg, Peter Dalle, Sonja Aldén
- 8 augusti 2016: Niklas Strömstedt, Sissel Kyrkjebø, Lisa Nilsson, Margaret, Göteborgsoperan
- 15 augusti 2016: After Dark, Lasse Berghagen, Smith & Thell, Molly Pettersson Hammar

### 2017
- 19 juni: Peg Parnevik, Jon Henrik Fjällgren feat. Aninia, Christer Sjögren, Magnus Johansson, Liam “LIAMOO” Cacatian Thomassen
- 26 juni: Arvingarna, Rhys, Samir & Viktor
- 3 juli: Benjamin Ingrosso, Elisabeth Andreassen, Måns Zelmerlöw, E-Type
- 10 juli: Robin Stjernberg, Elisa Lindström, LaGaylia Frazier, Kristian Kostov
- 17 juli: Robin Bengtsson, Shirley Clamp, Tommy Nilsson, Shirin, Rikard Wolff
- 24 juli: Lill-Babs, Siw Malmkvist, Ann-Louise Hanson, Mariette, Sigvart Dagsland, Per Andersson & Linus Wahlgren
- 31 juli: The Phantom of the Opera/GöteborgsOperan, Dolly Style, Martin Stenmarck, Linnea Henriksson
- 14 augusti: Bo Kaspers Orkester, Wiktoria, Janice, Tomas Ledin

### 2018
- 25 juni: Jan Malmsjö & Claes Malmberg, Liamoo, Curt-Eric Holmquist, Peg Parnevik, Now United (US), Christer Lindarw (allsångsledare)
- 2 juli: Janice, Brolle & Mimi Werner, Oscar Zia, Shirley Clamp, Marianne Mörck
- 9 juli: Méndez, Juliander[8], Martin Stenmarck, Eva Rydberg, Gladys del Pilar
- 16 juli: Renaida, Mariette, Nano, Sandro Cavazza
- 23 juli: Jessica Andersson, Uno Svenningsson, Martin Almgren, Chris Kläfford
- 30 juli: Pernilla Wahlgren, Eric Saade, Malena Ernman, The Poodles
- 6 augusti: Tomas Ledin, Göteborgsoperan med Disneys Ringaren i Notre Dame – musikalen, John Lundvik
- 13 augusti: Rolandz, Ola Salo, Lill Lindfors, Dolly Style

### 2019
- 17 juni: Sebastian Wallden, Dolly style, Jill Johnson, Per Andersson, Ulla Skog & Linus Wahlgren (Gunnebo Slott)
- 1 juli: Hanna Ferm, Liamoo, Anna Bergendahl, Kicki Danielsson, Eric Saade
- 8 juli: Arja Saijonmaa, Ida Wiklund, Jens Hult, Sonja Aldén, Sigrid Bernson
- 15 juli: Lisa Ajax, Gunilla Backman, Kalle Moraeus, Johan Boding, Eva Jumatate, Samir & Victor
- 22 juli: Lina Hedlund, Emil Assergård, Bishara, LaGaylia Frazier & Alexander Strandell
- 29 juli: Arvingarna, CajsaStina Åkerström, Nano, Albin Lee Meldau, Måns Zelmerlöw
- 5 augusti: John Lundvik, Magnus Carlsson, Ann- Louise Hanson, Benjamin Ingrosso, Felix Sandman
- 12 augusti: Lena Philipsson, Tommy Körberg, Magnus Uggla, Frans feat. Yoel905 och Clara Klingenström

### 2020
- 22 juni: Victor Crone, Loa Falkman, Charlotte Perelli, Molly Hammar, Lise & Gertrud[9][10]
- 29 juni: Dolly Style, Uno Svenningsson, Sonja Aldén, Arvingarna, Paul Rey, Ninni Bautista & Anna Werner[9][10]
- 6 juli: Drängarna, Hanna Ferm, Anders Lundin, Kayo, David Lindgren och Kristina Lindgren[9][10]
- 13 juli: Anna Bergendahl, Nanne Grönvall, Martin Almgren, Eric Saade, Newkid[9][10]
- 20 juli: Robin Bengtsson, Katrin Sundberg, Isaac & The Soul Company, Smith & Thell[9][10], Linnea Henriksson[11]
- 27 juli: The Mamas, William Segerdahl, Peg Parnevik, Anis Don Demina feat. Dotter, Mando Diao,[9][10] Bettan Andreassen
- 3 augusti: GöteborgsOperans musical Cabaret, Frida Öhrn, Gustaf Norén och Viktor Norén, Hasse Andersson, Dotter,[9][10] Lisa Ajax
- 10 augusti: Wiktoria Johansson, Måns Zelmerlöw, Kikki Danielsson, Jill Johnson och Robin Stjernberg, Per Andersson[9][10]

### 2021
- 20 juni: Måneskin, Lena Philipsson, Clara Klingenström, Sonja Aldén, Myra Granberg, Rymdpojken, E-Type
- 28 juni: Sändningsuppehåll på grund av Europamästerskapet i fotboll 2020
- 5 juli: Py Bäckman, Dotter, Isak Danielson, Magnus Carlsson, Sven-Ingvars
- 12 juli: Lili & Susie, Victor Crone, Loa Falkman, Wiktoria, Lova
- 19 juli: Shirley Clamp, Albin Lee Meldau, Molly Hammar, Thomas Stenström, Lance & Linton, Phelly
- 26 juli: Kikki Danielsson, Hanna Ferm, Gustaf Norén och Viktor Norén, Eric Saade, Tess Merkel
- 2 augusti: Oscar Zia, Loreen, Eva Rydberg och Ewa Roos, Theoz, Per Andersson, Sarah Dawn Finer
- 9 augusti: Helen Sjöholm, Tusse, Petter, One More Time, Göteborgsoperan med musikalen Kärlek skonar ingen
- 16 augusti: GES, Charlotte Perrelli, Newkid, Anna Bergendahl, Anis Don Demina, Mamma Mia-ensemblen

### 2022[12]
- 13 juni: Eagle-Eye Cherry, Tusse, Klara Hammarström, Charlotte Perrelli, Nadja Holm och Anders Bagge[13]
- 20 juni: Arvingarna, Paul Rey, Frida Öhrn, Cazzi Opeia, Emmi Christensson[14]
- 27 juni: Sylvia Vrethammar[15], Maja Kristina[15] Chris Kläfford, Dotter, Omar Rudberg, Uno Svenningsson[16]
- 4 juli: Dolly Style, Sissel Kyrkjebö, Benjamin Ingrosso, Isaac and The Soul Company & Dominique, Kristin Amparo & Sylve
- 11 juli: Alvaro Estrella, John Lundvik, Linda Pritchard, Lotta på Lisebergskörsångerskan Anna Werner [17], Super Fëmmes, artister från musikalen Annie
- 18 juli: Peter Jöback, Anna-Lotta Larsson, Victor Crone, Loulou Lamotte, Samira Manners
- 25 juli: Anna Bergendahl, Cherrie, Medina, Talangvinnaren Aron Eriksson-Aras
- 1 augusti: Hanna Ferm, Isak Danielsson, Andreas Lundstedt, Lotta på Lisebergskörsångerskan Ninni Bautista, Tennessee Tears, Jill Johnson
- 8 augusti: Liamoo, Clara Klingenström, Moonica Mac, Linnea Henriksson, Petter feat. Eye N'I, Göteborgsoperan
- 15 augusti: Nanne Grönvall, Lina Hedlund, Gammal, Myra Granberg, Afro-Dite, Robin Bengtsson[18], Per Andersson[19]

### 2023[20]
- 19 juni: Da Buzz, Emil Henrohn, Charlotte Perrelli, Linnea Henriksson, Moulin Rouge! The Musical - Marsha Songcome & Andreas Wijk
- 26 juni: Anna Bergendahl, Andreas Weise, Lovad & Albin Johnsén, Secret Service, Tommy Körberg (Lisebergsapplåden)
- 3 juli: Jill Johnson, Basic Element, Dr Alban, Theoz, Amanda Ginsburg, Jonas Gardell
- 10 juli: Nanne Grönvall, Susanne Alfvengren, Per Fritzell & Jan Rippe, Hanna Ferm, Jens Hult & Björn Holmgren, One More Time & Kärlekskören - Nanne Grönvall, Maria Rådsten, Caroline af Ugglas, Kristin Kaspersen, Anne-Lie Rydé, Lisa Stadell och Anna Stadling (Elisabeth Andreassen kunde inte vara med)
- 17 juli: Marcus & Martinus, Tone Norum, Tommy Nilsson, Elisabeth Andreassen, Anton Engström från After Dark, A show larger than live (David Lindgren, Boris René, Greg Curtis mfl).
- 24 juli: Marika Carlsson, Olivia Lobato, Noice, John Lundvik, Björn Skifs.
- 31 juli: Lisa Ekdahl, Panetoz, Linda Bengtzing, Magnus Carlsson, Anton Engström från After dark, Smash in to pieces.
- 7 augusti: Måns Zelmerlöv, Per Andersson, Göteborgsoperan the Wicked, Lill Lindfors, Peter Jöback.

## Jul-Lotta

### 2005
- 20 november: Karin Glenmark och Anders Glenmark
- 27 november: Tito Beltrán och Anne-Lie Rydé
- 4 december: Loa Falkman och Nanne Grönvall
- 11 december: Sara Löfgren och Jan Johansen

### 2006
- 19 november: Roger Pontare och Karl Martindahl
- 26 november: Magnus Bäcklund och Molly Sandén
- 3 december: Anders Ekborg och Agnes Carlsson
- 10 december: Pernilla Wahlgren, Benjamin Wahlgren, Bianca Wahlgren, Solid Gospel och Daniel Lindström

### 2007
- 25 november: Charlotte Perrelli och Danny
- 2 december: Sofia Källgren, Stephen Brandt-Hansen och Øyunn Bjørge
- 9 december: Sonja Aldén och Johan Becker
- 16 december: Sanna Nielsen, Martin Stenmarck och Solid Gospel

### 2008
- 23 november: Frank Ådahl och LaGaylia Frazier
- 7 december: Arvingarna och Sarah Dawn Finer
- 14 december: Babben Larsson och Magnus Carlsson
- 21 december: Darin, Cyndee Peters och Solid Gospel

### 2009
- 22 november: Mats Westling, Anne-Lie Rydé och Cecilia Wennersten
- 29 november: Amy Diamond och Tommy Nilsson
- 6 december: Sofia Källgren och Fredrik Kempe
- 13 december: Rongedahl, Solid Gospel och Nina Söderquist

### 2010
- 21 november: Anne-Lie Rydé och Nanne Grönvall
- 28 november: Molly Sandén och Niklas Andersson
- 5 december: Jessica Andersson och Peter Johansson
- 12 december: Peter Jöback, Solid Gospel och Göteborgs Lucia 2010

### 2011
- 20 november: Sanna Nielsen, Roger Pontare och Ulrik Munther
- 4 december: Jill Johnson och Magnus Uggla
- 11 december: Chris Medina, Cyndee Peters och Solid Gospel
- 12 december (flyttat från 27 november på grund av storm[21]): Sten Nilsson, Magnus Carlsson och Elisas

### Fotnoter
1. ↑  Trumpet på hög höjd svt.se
2. ↑  "Han är doldisstjärnan bakom Aviciis världshits", Aftonbladet den 29 april 2014.
3. ↑  Albin feat DMA Arkiverad 14 juli 2015 hämtat från the Wayback Machine., TV4:s Nyhetsmorgon 15 februari 2015.
4. ↑  Nyktra Ninni Bautista är finalist i The Voice i kväll Arkiverad 14 juli 2015 hämtat från the Wayback Machine., Accent den 23 mars 2012.
5. ↑  ”Lotta på Liseberg 2015”. TV 4. 9 april 2015. Arkiverad från originalet den 29 maj 2016. https://web.archive.org/web/20160529015825/https://liseberg.se/hem/Scen--show/Lotta-pa-Liseberg/. Läst 22 juni 2015.
6. ↑  Jakob Karlberg-En sommarplåga Arkiverad 14 november 2015 hämtat från the Wayback Machine.. Publicerad 8 juni 2015. Läst 13 juli 2015.
7. ↑  http://www.mynewsdesk.com/se/liseberg/pressreleases/stjaernspaeckat-i-lotta-paa-liseberg-1435560
8. ↑  ”Juliander - ”Jag har alltid haft väldigt stora drömmar””. Arkiverad från originalet den 2 juli 2018. https://web.archive.org/web/20180702233308/https://www.piraja.se/noje/juliander---jag-har-alltid-haft-valdigt-stora-drommar/. Läst 2 juli 2018.
9. 1 2 3 4 5 6 7 8  Lotta på Liseberg 2020 Arkiverad 5 augusti 2020 hämtat från the Wayback Machine., Liseberg. Läst den 22 juni 2020.
10. 1 2 3 4 5 6 7 8  Här är alla artister som uppträder i Lotta på Liseberg 2020 , Hänt. Publicerat den 8 juni 2020. Läst den 20 juli 2020.
11. ↑  Linnea Henriksson – ”Det kommer en tid” Arkiverad 20 juli 2020 hämtat från the Wayback Machine., TV4
12. ↑  Här är artisterna som gästar Lotta på Liseberg i sommar
13. ↑  Lotta på Liseberg rivstartar med tittarsuccé. Publicerat 15 juni 2022. Läst 20 juni 2022.
14. ↑  Det här händer på Lotta på Liseberg den 20 juni, TV4. Publicerat 16 juni 2022. Läst 20 juni 2022.
15. 1 2  Hon hoppar av Lotta på Liseberg - och här är stjärnan som ersätter, TV4. Publicerat 20 juni 2022. Läst 20 juni 2022.
16. ↑  Artisterna som gästar Lotta på Liseberg sommaren 2022, TV4. Publicerat 25 maj 2022. Läst 20 juni 2022.
17. ↑  Anna Werner
18. ↑  ”Arkiverade kopian”. Arkiverad från originalet den 21 augusti 2022. https://web.archive.org/web/20220821200537/https://www.tv4.se/klipp/va/13782588/robin-bengtsson-far-liseberg-att-gunga-med-laten-don-t-you-dare. Läst 21 augusti 2022.
19. ↑  Komikerns kupp mot Lotta Engberg: "Jag hade ingen aning" TV4
20. ↑  Här är artisterna som gästar Lotta på Liseberg sommaren 2023[död länk]
21. ↑  Sarah Lind (1 december 2011). ”Nytt datum för Jullotta på Liseberg”. Expressen. http://www.expressen.se/noje/nytt-datum-for-jullotta-pa-liseberg/. Läst 9 augusti 2016.